# Breteuil, Eure
Breteuil är en kommun i departementet Eure i regionen Normandie i norra Frankrike. Kommunen ligger i kantonen Breteuil som tillhör arrondissementet Évreux. År 2018 hade Breteuil 3 108 invånare.

## Befolkningsutveckling
Antalet invånare i kommunen Breteuil
Referens:INSEE